# Грејам (острво, Нунавут)
Острво Грејам (енгл. Graham Island) је једно од острва у канадском арктичком архипелагу. Острво је у саставу канадске територије Нунавут, западно од острва Елсмир. 
Површина износи око 1378 km². Острво није насељено.